# Giếng khoan

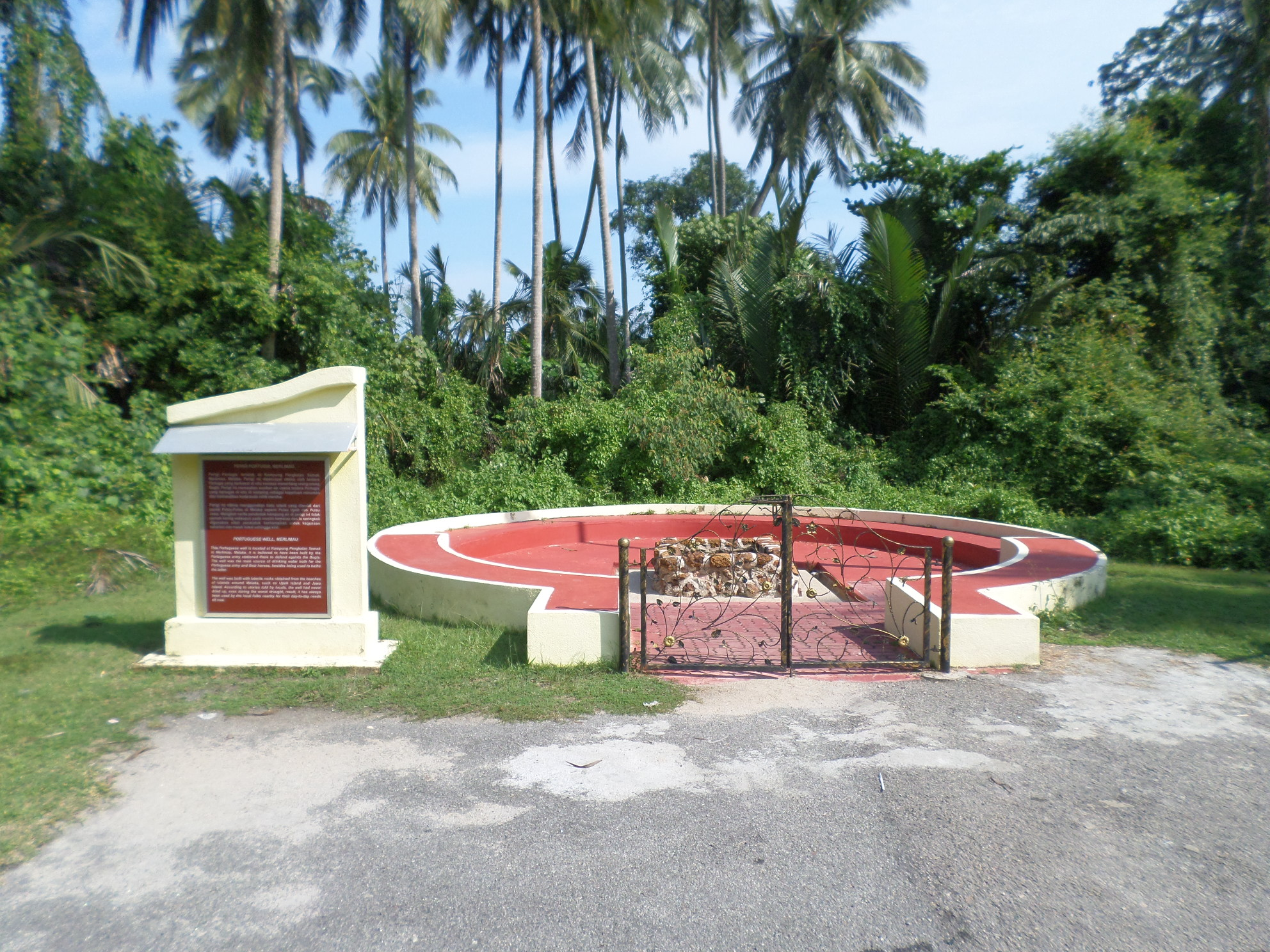
Giếng khoan

Giếng khoan là công trình dạng hình trụ trong vỏ Trái Đất có tiết diện nhỏ (thường từ 40 đến 3.000 mm) và chiều sâu lớn (thường từ vài m đến hàng nghìn m) thường là với mục đích lấy nước, dầu hay khí từ mạch nước ngầm, hay vỉa dầu, khí.

## Các yếu tố chính của giếng khoan
- Miệng giếng khoan: là phần bắt đầu của công trình khoan.
- Thành giếng khoan: là bề mặt đất đá tiếp xúc với giếng khoan, thành giếng khoan thường là các bề mặt không nhẵn do tính chất của đất đá là không hoàn toàn đồng nhất và thành giếng còn chịu tác động phá huỷ của nhiều tác động khác nhau (ma sát, dung dịch...).
- Đáy giếng khoan: là phần kết thức của công trình khoan.
- Trục giếng khoan: là đường qua tâm tiết diện của công trình khoan; Trục giếng khoan có thể thẳng đứng hoặc nghiêng.Tuy nhiên trục thực của giếng khoan thường là một đường cong liên tục trong không gian (không hoàn toàn trên một mặt phẳng)
- Số cấp đường kính của giếng: là một số nguyên dương lớn hơn hoặc bằng 1, thông thường giếng càng sâu thì số cấp đường kính càng lớn tuy nhiên nó còn phụ thuộc vào mục đích thi công giếng. Giếng có nhiều cấp đường kính được coi là giếng có cấu trúc phức tạp. Trong thiết kế người ta phải hạn chế sự thay đổi cấp đường kính trên cơ sở cân nhắc các chỉ tiêu kinh tế kĩ thuật.

## Mục đích của việc khoan giếng
Khoan giếng có nhiều mục đích khác nhau, cụ thể như:
- Khoan thăm dò khai thác nước dưới đất: chiều sâu đến 600 m.
- Khoan thăm dò khoáng sản rắn: chiều sâu đến khoảng 4000 m.
- Khoan bắn mìn trong gương lò: chiều sâu đến vài m.
- Khoan thăm dò khai thác dầu khí: chiều sâu đến vài nghìn m.
- Khoan địa chất công trình: chiều sâu vài chục m.

## Quá trình khoan tạo giếng khoan
Việc xây dựng công trình khoan thường bao gồm các quá trình cơ bản sau:
1. Phá hủy đất đá: quá trình tạo nên lỗ khoan tiến sâu vào lòng đất theo thiết kế bằng các phương pháp khoan như khoan xoay, khoan đập hoặc phối hợp đập - xoay.
2. Vận chuyển đất đá đã bị phá hủy lên bề mặt đất: làm sạch giếng khoan để tránh mùn khoan cản trở việc phá hủy đất đá tiếp theo trong khi tạo giếng khoan bằng các biện pháp cơ học, thủy lực, khí nén v..v..
3. Gia cố thành giếng khoan: là áp dụng các biện pháp chống sập lở thành giếng khoan trong quá trình khoan tạo lỗ và sử dụng giếng khoan bằng nước rửa giếng hoặc ống chống hay vật liệu trám xi măng giếng.

## Lịch sử phát triển ngành khoan giếng
Khoan giếng đã có từ rất sớm từ những năm trước Công nguyên khi xây dựng kim tự tháp, khai thác muối ở Ai Cập, Trung Hoa. Thông thường khoan được thực hiện theo phương pháp thủ công, chủ yếu là các giếng khoan nông vài m.
Từ cuối thế kỷ 19 và đầu thế kỷ 20 khi có động cơ hơi nước và diêzen mới sử dụng khoan bằng thiết bị máy móc đã cho phép khoan với các giếng khoan có chiều sâu lớn, tốc độ cao và lấy mẫu đất đá trong các giếng khoan.
Ở Việt Nam ngành khoan giếng đã có từ thời kỳ Pháp thuộc, các kỹ sư người Pháp đã tiến hành khoan khảo sát địa chất công trình, khoan các giếng khai thác nước ngầm cấp nước sạch phục vụ cho sinh hoạt đô thị và sản xuất bia rượu. Đến năm 1955 ngành khoan phát triến, năm 1966 có chuyên ngành khoan giảng dạy tại trường Đại học Mỏ địa chất Hà Nội.